# Lolo Latua
Der Lolo Latua (kurz Latua) ist ein osttimoresischer Berg, der dem Massiv des Tapos vorgelagert ist. Nördlich befinden sich zwei weitere solche Vorgipfel: der Lakus (1765 m) und der Oe-po (1734 m). Der Latua liegt in der Aldeia Butuc (Suco Leber, Verwaltungsamt Bobonaro, Gemeinde Bobonaro) und hat eine Höhe von 1624 m. Östlich verläuft die Überlandstraße, die Lolotoe mit dem Norden des Landes verbindet. Hier durchquert sie das Dorf Butuc.